# Peugeot Typ 175
Der Peugeot Typ 175 ist ein Automodell des französischen Automobilherstellers Peugeot, das von 1923 bis 1924 im Werk Audincourt produziert wurde.

## Beschreibung
Die Fahrzeuge haben einen Vierzylinder-Viertaktmotor mit 2951 cm³ Hubraum mit 85 mm Bohrung und 130 mm Hub, der vorne angeordnet ist und über Kardan die Hinterräder antrieb.
Bei einem Radstand von 309 cm und einer Spurweite von 138 cm vorne bzw. 139 cm hinten beträgt die Fahrzeuglänge 420,5 cm und die Fahrzeugbreite 165 cm. Die Karosserieform Torpedo Sport bietet Platz für vier Personen. Bleriot Scheinwerfer und ein 12V SEV-Magneto und Starter wurden eingebaut.
Im Jahr 1924 gewann H. Petit in diesem Sportwagen das 1100 km lange Rennen Paris-Nizza in der Kategorie 3 Liter.
Insgesamt wurden nur 303 Exemplare hergestellt und es sind nur 4 originale und vollständig erhaltene Autos bekannt. (3 in Frankreich und 1  in Belgien) Eines dieser Autos ist im Musée de l’Aventure Peugeot ausgestellt. Daneben überlebte in Neuseeland auch ein komplettes Fahrgestell mit allen Mechanikern und in Frankreich oder der Schweiz ein extrem modifizierter „Fake Racer“ mit verkürztem Fahrgestell.

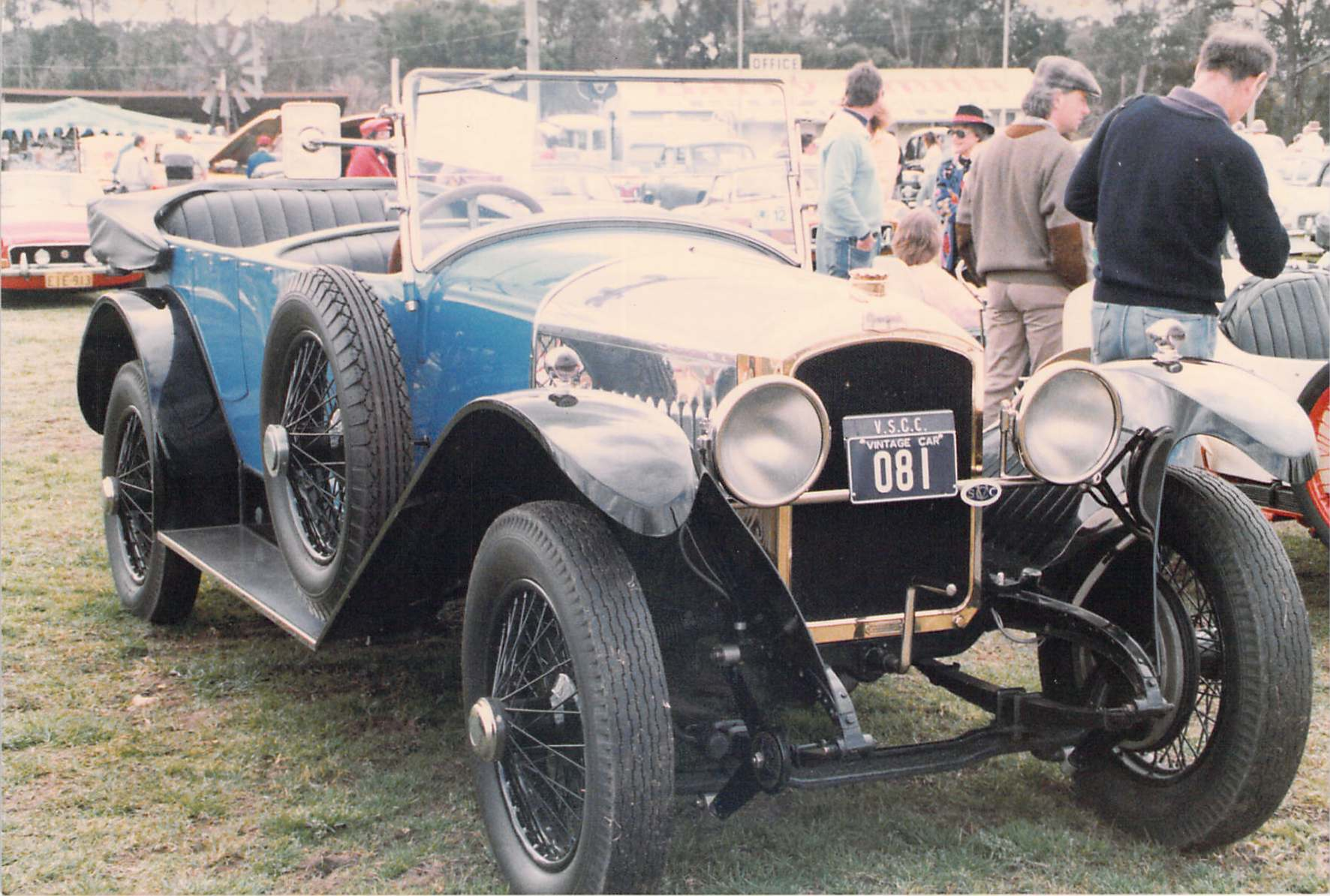
Peugeot 175 (ex Australie, Frankreich)
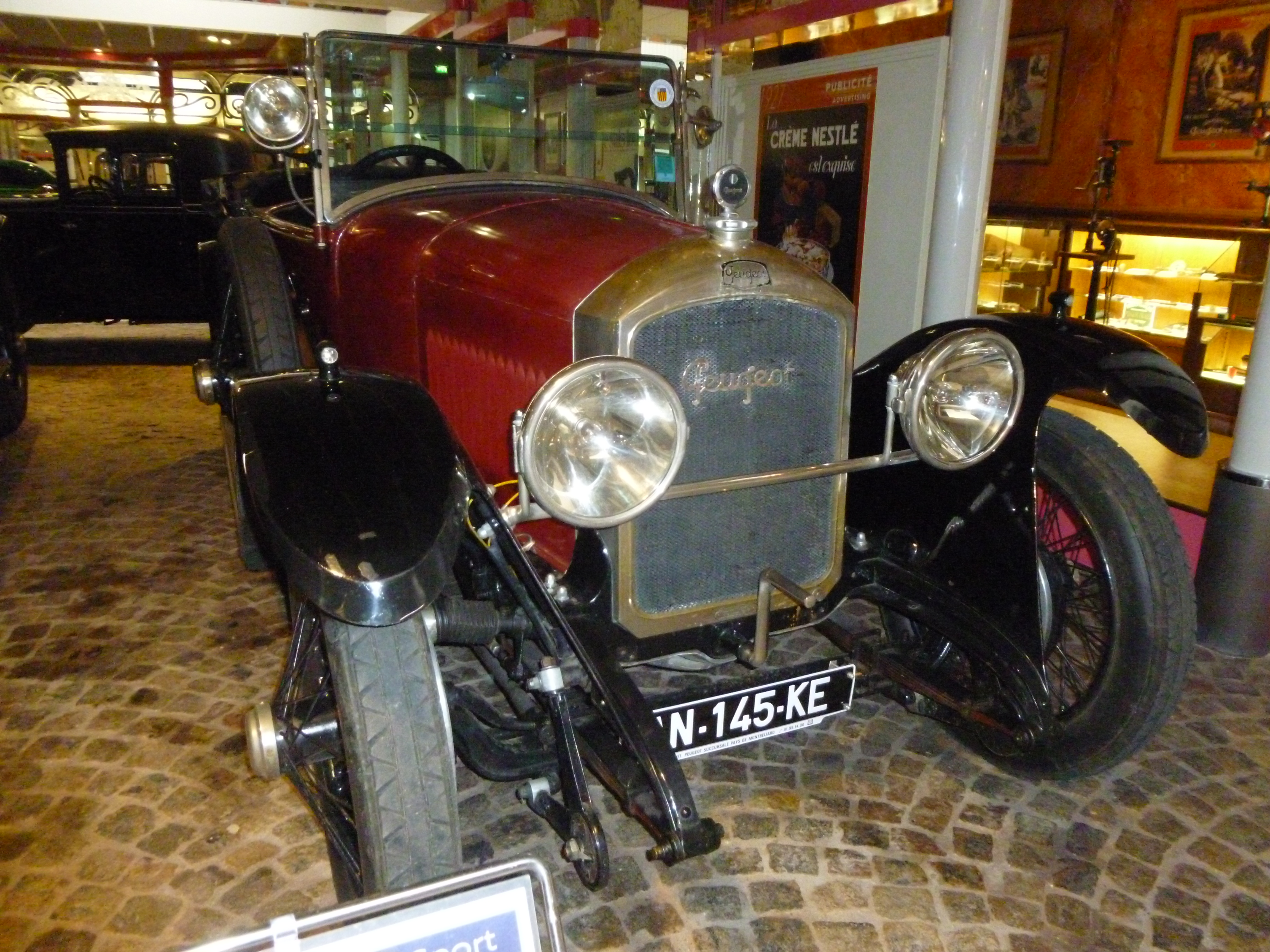
Peugeot Typ 175 im Musée de l’Aventure Peugeot (ex Tasmanie, Frankreich)
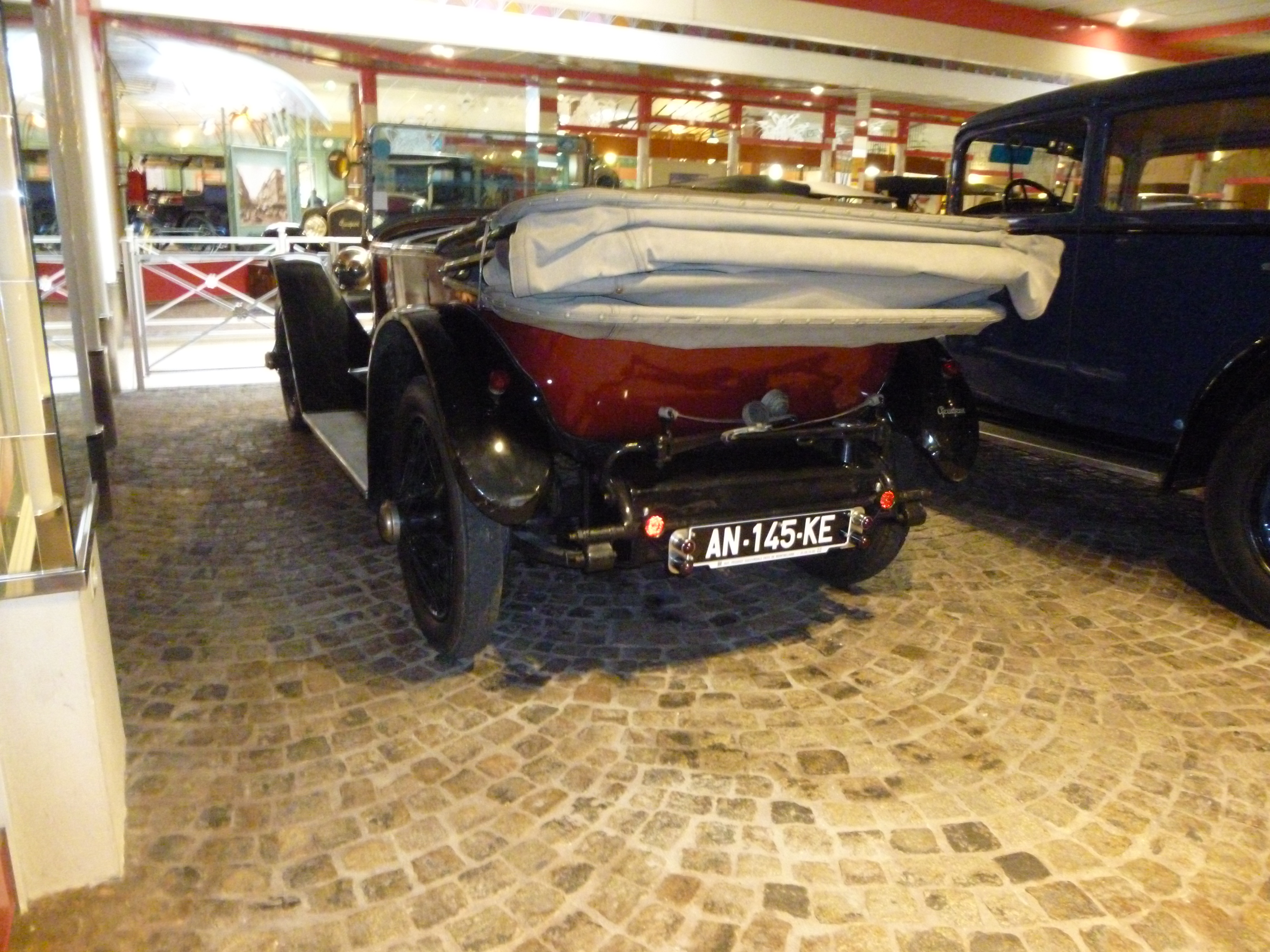
Heckansicht (ex Tasmanie, Frankreich)
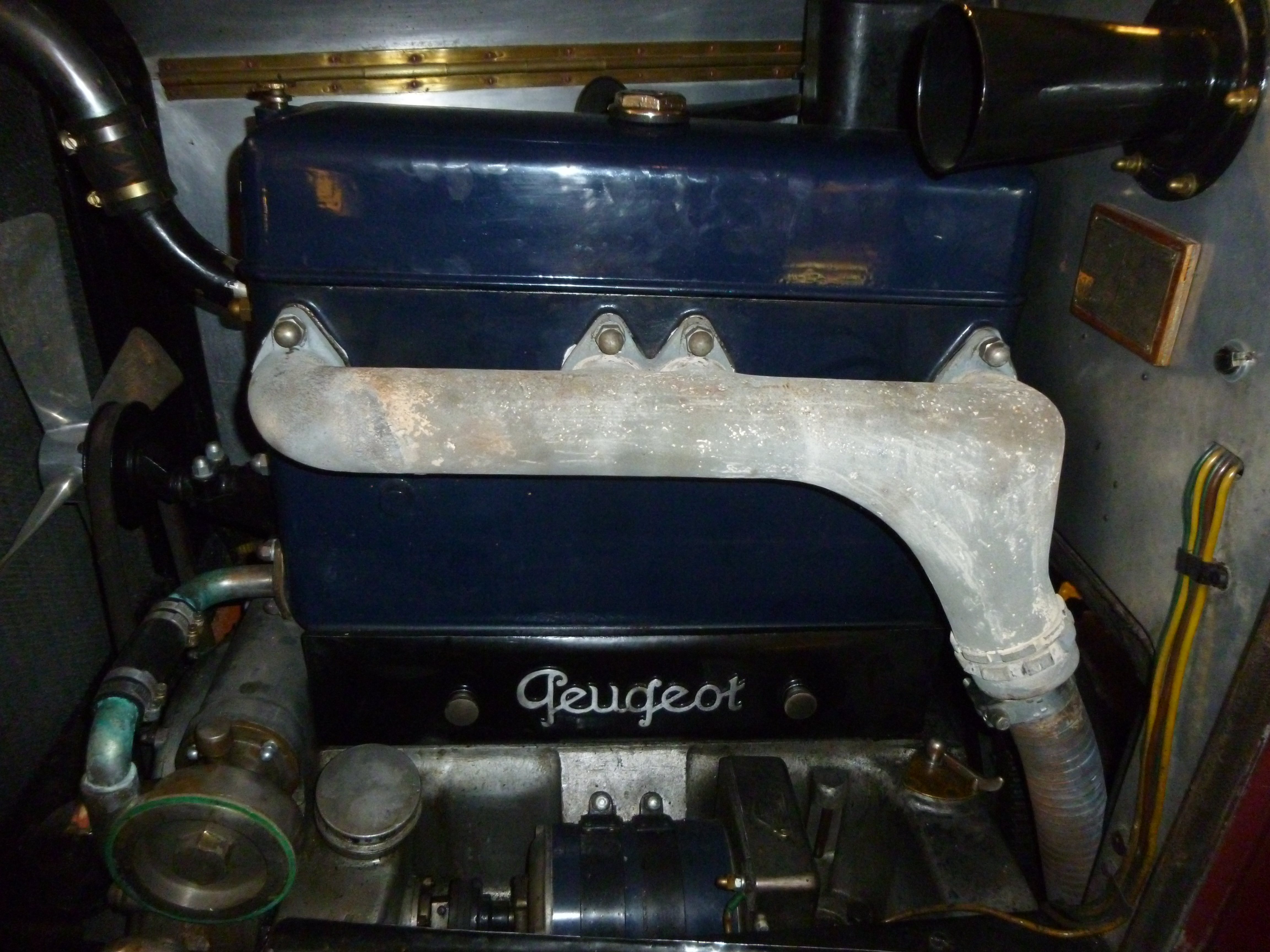
Peugeot 175 de Musée de l’Aventure Peugeot (Ex Tasmania)
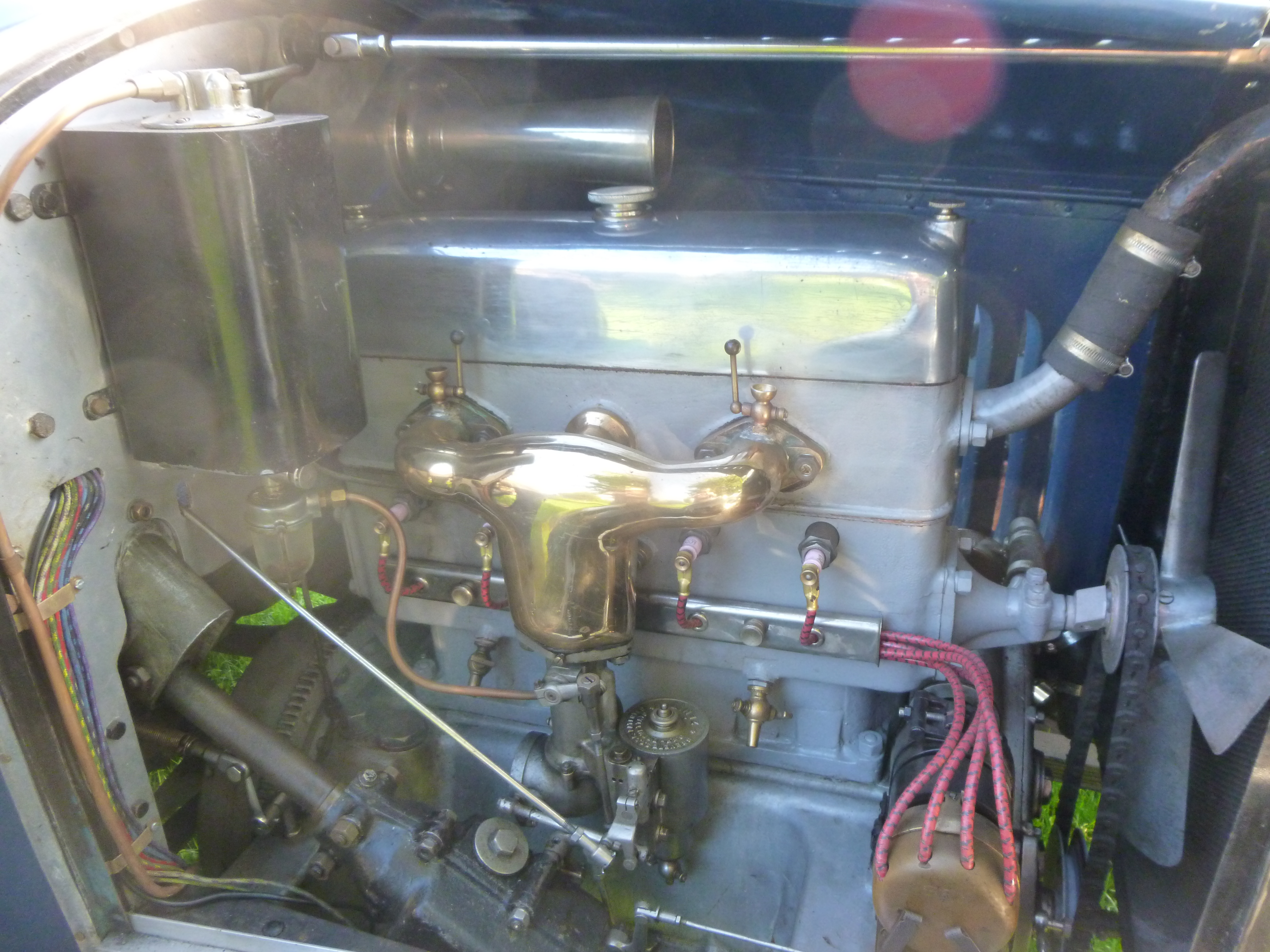
Peugeot 3L OHV LA5 Motor (Belgien)
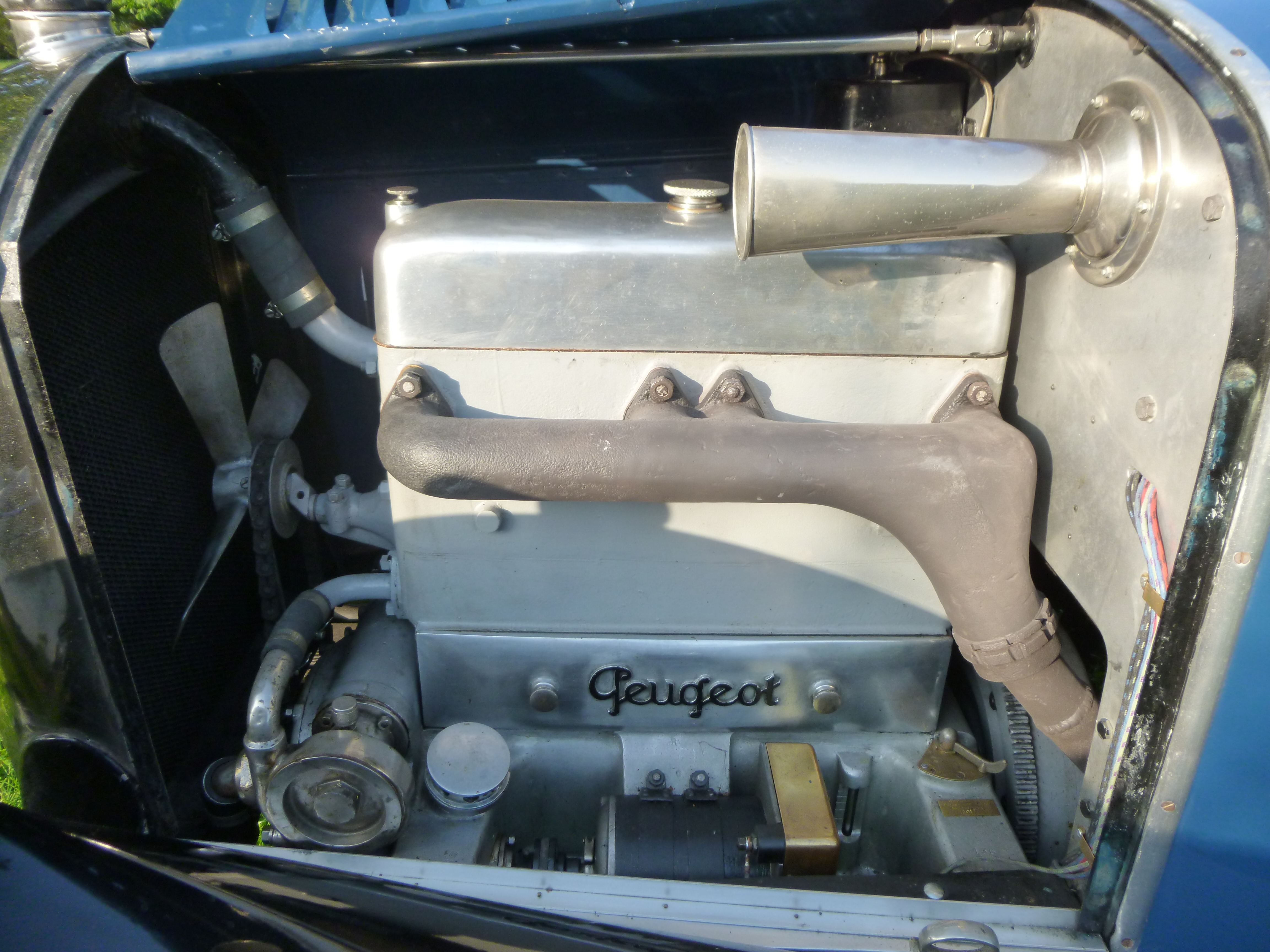
Peugeot 3L OHV LA5 Motor (Belgien)